# سديلة جاندرسن
سديلة جاندرسن (بالإنجليزية: Gundersen flap)‏ أو سديلة جاندرسن الملتحمية (بالإنجليزية: Gundersen's conjunctival flap)‏ أو رأب الملتحمة (بالإنجليزية: Conjunctivoplasty)‏، هو إجراءٌ جراحي لتصحيح مرضٍ قرني، حيثُ يتضمن استئصال القسم المُتضرر في القرنية واستبداله بقسمٍ (أو سديلة) من ملتحمة المريض نفسه.

## التسمية
سُميت نسبةً إلى ترغفي جاندرسن (1902-1987)، وهو طبيب عيونٍ أمريكي من أصلٍ إسكندينافي، ويُعتبر أولَ من وصفَ هذا الإجراء عام 1958 في مستشفى ماساتشوستس للعيون والأذن.